# Koljane
Koljane – wieś w Chorwacji, w żupanii splicko-dalmatyńskiej, w mieście Vrlika. W 2011 roku liczyła 21 mieszkańców.